# 天螺科
天螺科（學名：Dialidae）是一個海螺的科，屬於吸螺類演化支的海洋腹足纲软体动物。
舊屬中腹足目。
根據2005年《布歇特和洛克羅伊的腹足類分類》，本科並沒有亞科。

## 分類
本科包括下列各屬：
- 天螺屬 Diala A. Adams, 1861：模式屬[5]
  - == Laevitesta Laseron, 1950
- † Glosia Cossmann, 1921：新纽舌目的一個化石屬
- Mellitestea Laseron, 1956
- Paradiala Laseron, 1956
- † Rissoalaba Oyama, 1954[7]

## 型態描述
本科物種有小型螺殻，呈高圓錐形。殼口單純，外唇不肥厚，也不形成水管溝。胚螺通常平滑。螺厣角質，為少旋木葉型。腹足後部有蓋葉形的膜狀延伸。